# Waldemar Christofer Brøgger (författare)
Waldemar Christofer Brøgger, född 5 december 1911 i Stavanger, död 14 augusti 1991 på Tjøme, var en norsk författare, journalist, översättare, litteratur- och teaterkritiker och förläggare.
Waldemar Brøgger skrev kriminalromaner, historiska romaner, historia, filosofi, reseskildringar, dokumentärer och läroböcker. I slutet av 1950-talet blev han framgångsrik med en serie detektivromaner under en period då norsk kriminallitteratur var en sällsynthet. Han skrev också radioteater för NRK radio i samarbete med André Bjerke, Torolf Elster, Arild Feldborg och Odd Eidem. Brøgger var en ansedd översättare, kanske mest känd för den enda hittills fullständiga norska översättningen av Tusen och en natt (1950). 

## Biografi
Brøgger avlade filosofiexamen vid Oslo universitet innan han satsade på en karriär som skönlitterär författare. Debutromanen Den Evige Vilje kom redan 1932. Under de följande åren bodde han i London, Capri, Paris och Berlin, men flytten gick tillbaka till Norge 1937 av rädsla för den politiska utvecklingen i Europa efter bara några månader i Tyskland. Han anställdes som journalist på Tidens Tegn, där han tidigare bidragit från utlandet. Han blev teaterkritiker 1938, men avgick 1940.
När Operation Weserübung inleddes 9 april 1940 deltog han i det väpnade motstånd som följde efter den tyska invasionen av Norge. Under den efterföljande ockupationen gick han med i den civila motståndsrörelsen. Han arresterades av de nazistiska myndigheterne den 15 september 1941. Efter att ha tillbringat fem dagar på Møllergata 19, satt han på Grini koncentrationsläger fram till den 14 mars 1942. Både hans far och bror tillbringade också tid på Grini.
Efter att han frigivits, lyckades han fly till Sverige 1943. Under tiden Brøgger var flykting i Sverige gavs några av hans böcker gavs ut på svenska under pseudonymerna Carsten Frogner och Peter Valentin. Kampskriften  Den osynliga fronten (1943) blev kontroversiell, eftersom den publicerades på tyska i det neutrala Schweiz, och informationen i den skulle kunna användas för att slå ner på norska motståndskämpar. Kriminalromanen Inom 12 timmar om likvideringen av en Gestapoofficer i Stockholm, som filmades av Ingmar Bergman med titeln Sånt händer inte här (1950). Brøgger blev frikänd under den juridiska utrensningen i Norge efter andra världskriget, men kritiserades skarpt av Den norske Forfatterforening, DnF.
Brøgger fortsatte emellertid sin litterära karriär och släppte främst historiska romaner och kriminalromaner. Han översatte dussintals böcker till norska, inklusive Tusen och en natt, som släpptes i sex volymer 1950. Han redigerade eller bidrog till åtskilliga encyklopedier och lexikon mellan 1955 och 1985, men utgav också reseskildringar och historiska skrifter. På sina äldre dagar återvände han till Tjøme, där han avled i augusti 1991.
Waldemar Brøgger var son till arkeologen Anton Wilhelm Brøgger, sonson till Waldemar Christopher Brøgger (geolog), bror till författaren och översättaren Niels Christian Brøgger och far till genetikern Anton Brøgger, född 1934, antropologiprofessorn och författaren Jan Brøgger, född 1936, samt Inger Vibeke Brøgger Langfeldt, född 1940.